# Brun HT

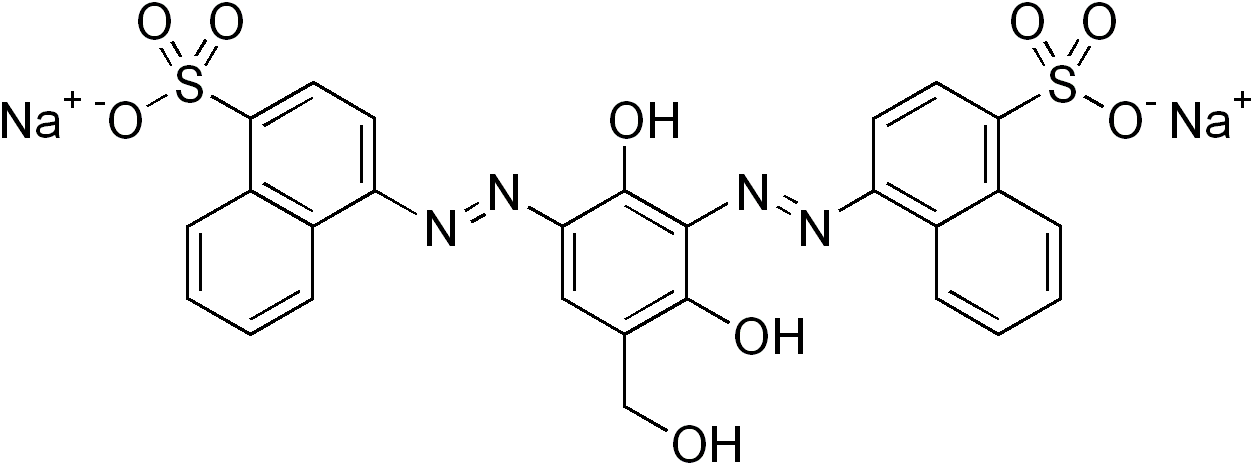
Strukturformel

Brun HT, CI 20285, är ett brunt syntetiskt azofärgämne.
När det används som ett livsmedelsfärgämne har det E-nummer E155. Det används för att ersätta kakao eller sockerkulör som färgämne. Det används främst i chokladkakor, men också i mjölk och ost, yoghurt, sylt, fruktprodukter, fisk och andra produkter.
Det kan framkalla allergiska reaktioner hos astmatiker, personer känsliga för acetylsalicylsyra (aspirin) och andra känsliga personer, och kan förorsaka hudöverkänslighet.